# Sphinctanthus maculatus
Sphinctanthus maculatus är en måreväxtart som beskrevs av Richard Spruce och Karl Moritz Schumann. Sphinctanthus maculatus ingår i släktet Sphinctanthus och familjen måreväxter. Inga underarter finns listade i Catalogue of Life.